# Jaymio Brink
Jaymio Brink (Arnhem, 9 mei 2004) is een Nederlandse BMX'er. Hij nam deel aan de Olympische Spelen in 2024 in Parijs.

## Levensloop
Brink is de zoon van Dorus en Tamara Brink, beiden ervaren BMX'ers. Zelf begon Jaymio Brink op zijn derde met BMX'en. Zijn eerste grote internationale succes was een in 2022 met een zilveren medaille bij de junioren op het Wereldkampioenschap. In 2023 debuteerde hij bij de elite, waarbij hij zijn eerste jaar al de finale haalde van een wereldbekerwedstrijd.
In 2024 plaatse Brink zich voor de Olympische Spelen, waar hij in de halve finale strandde. Een jaar later werd hij Nederlands kampioen.